# Costantino Rozzi
Costantino Rozzi (* 11. November 1929 in Ascoli Piceno; † 18. Dezember 1994) war ein italienischer Unternehmer, Sportfunktionär und Geodät.
Rozzi war von 1968 bis 1994 Präsident von Ascoli Calcio und erbaute unter anderem die Stadien Stadio Cino e Lillo Del Duca von Ascoli Piceno, das Stadio Via Del Mare von Lecce und das Stadio Partenio von Avellino. In ganz Italien ist er als Präsident von Ascoli Calcio berühmt.
Nach 15 Jahren in der Serie A und zahlreichen Erfolgen mit „seiner“ Mannschaft, in denen er unter anderem Trainer wie Carlo Mazzone zum Verein holte, verstarb der „Presidentissimo“, wie ihn die Ascolani nennen, am 18. Dezember 1994.